# 賈爾斯山
75°9′S 137°37′W / 75.150°S 137.617°W
賈爾斯山（英語：Mount Giles）是南極洲的山峰，位於瑪麗伯德地，處於林奇角西南面9公里，海拔高度820米，由美國的研究隊發現，現時由南極條約體系管理。